# Kenau
Kenau è un film del 2014 diretto da Maarten Treurniet.
La pellicola, prodotta dai Paesi Bassi è ispirata ad avvenimenti storici risalenti alla guerra degli ottant'anni, alla città di Haarlem e a Kenau Simonsdochter Hasselaer.

## Trama
(Kenau Simonsdochter Hasselaer)
1572: la Spagna è il paese più potente al mondo. L'esercito del Re cattolico Filippo II dichiara guerra al resto dell'Europa, facendo iniziare una Guerra Santa. In questo contesto la cittadina di Haarlem si appresta ad affrontare una difficile decisione.
Kenau Simonsdochter Hasselaer, commerciante e madre di Gertruide e Kathelijne, lavora con entusiasmo nella città di Haarlem, ridicolizzando sempre il ricco Duyff.
Ottobre 1572: Il governo di Haarlem, dopo una serie di discussioni e scambi di opinioni, decide di difendersi dagli spagnoli. Kenau, riceve la visita di Wigbold Ripperda, un membro del governo cittadino  che le chiede del legname per la fortificazione della città. La donna ritiene che ribellarsi agli spagnoli sia inutile, per cui decide di non prestargli aiuto. Comprando del pane, la donna viene a sapere che sua figlia Gertruide è vicina all'eretico Pieter Ripperda. Kenau ordina alla figlia di finirla con queste stupidaggini e di rimanere cattolica, visto che gli spagnoli prima o poi controlleranno la città, uccidendo tutti gli eretici e i dissidenti, come ammesso dal tribunale dell’inquisizione.
Di notte, Gertruide rivela alla sorella che sta per andare da Pieter e le fa promettere di non dire niente alla madre. Quando i due amanti si incontrano, partecipano a un'escursione in una chiesa per impaurire i papisti. Purtroppo, i due ragazzi e altri eretici vengono catturati e portati in una vicina città sotto il controllo spagnolo. Kenau, saputa di quanto è successo da Wigbold (il padre di Pieter) e della promessa di Kathelijne, decide di recarsi insieme a loro nel luogo in cui sono stati portati gli eretici. Dentro il castello spagnolo, Duyff tradisce, sotto gli occhi increduli della moglie Magdalena, l'intera città di Haarlem, passando al nemico i suoi precedenti debiti.
Kenau, Wigbold e Kathelijne arrivano tardi nella città e assistono alla morte sul rogo di Pieter e alle sofferenze di Gertruide, uccisa poi dalla stessa sorella per evitare di farla soffrire. Sfuggito alle autorità locali, il gruppo è costretto a tornare ad Haarlem senza i propri cari. Anche Duyff ritorna alla città d'origine, dove paga Kenau e la figlia per l'imbarcazione che gli hannocostruito. La donna però, vedendo la sua fretta di partire, capisce che qualcosa non va' e affronta Duyff. Magdalena, indignata dal comportamento del marito, decide di rivelare pubblicamente la verità, facendolo decapitare di fronte a tutti i cittadini.
Dicembre 1572: L'inverno domina tutta l'Europa, e con esso l'esercito spagnolo di Don Toledo arriva alle porte di Haarlem, che tuttavia decide di non arrendersi. Kenau e Wigbold convincono il popolo a ribellarsi e chiamano al loro servizio vari mercenari. La donna non ha dimenticato la morte della figlia, ma cerca di reprimere il dolore. Magdalena, dopo la morte del marito, ha perso tutto e riceve ospitalità da Kenau. Gli spagnoli assediano la città bombardandola coi cannoni. I cittadini riescono a respingere l'assalto, ma molte sono le perdite, tra cui il panettiere Teun.
Gennaio 1573: Kathelijne lavora come cuoca nella città, per sfamare l'intera popolazione e i mercenari. La ragazza si innamora di uno di loro, che sembra ricambiare il sentimento. Kenau, uscita fuori dalla città per recuperare del denaro, viene aggredita da una donna spagnola, Alda, che però cade in una trappola. Kenau sta per ucciderla, ma vedendo suo figlio, che è anche il figlio di Don Toledo, ci ripensa e la aiuta in cambio di informazioni. Vieni così a sapere dell'attacco a sorpresa alla porta posteriore della città.
Al comando di un esercito fatto perlopiù di donne, Kenau riesce a respingere l'attacco spagnolo a colpì di pietre, frecce e imboscate. L'eroina, si congratula con la figlia per aver partecipato alla battaglia ma le vieta di vedersi col mercenario, Dominque, perché nel caso la città venisse conquistata lui sarebbe il primo a morire. Kathelijne non la ascolta e fa l'amore col proprio amato. Don Toledo riceve la visita del suo superiore che lo invita a conquistare la città di Haarlem in poco tempo, altrimenti verrà sostituito.
Marzo 1573: Alda, si reca nella città di Haarlem e rivela a Kenau, che le offre ospitalità, di essere stata cacciata dall'accampamento spagnolo perché è malata di sifilide. Le è stato inoltre proibito avvicinarsi a suo figlio. L'eroina della città scopre che Amsterdam dà risorse agli spagnoli invece che ai suoi stessi compatrioti. Decide quindi di agire insieme alle altre donne del paese, tra cui la sua amica Bertha. Con un attacco a sorpresa riescono a sconfiggere i nemici e a prendere i rifornimenti, tornando vittoriosa a casa.
Wigbold rivela a Kenau della situazione critica della città, che nonostante le continue vittorie rimane comunque in minoranza numerica di fronte agli spagnoli. La notte, Alda cerca di uccidere l'eroina della città, ma viene colpita da Kathelijne, che la ferisce. Prima di morire, rivela che Don Toledo è in possesso del figlio. Il corpo della donna viene posto sulle mura della città come simbolo di vittoria. Don Toledo, appena lo vede, ordina al suo aiutante Diego di uccidere il bambino.
Aprile 1573: Arriva la pioggia che passerà tra non molto. Questo fa decidere a Kenau di dimostrare un'ultima agli spagnoli di sapersi difendere. Ottiene l'appoggio di Bertha, Kathelijne, Magdalena e di tutte le donne del paese. Magdalena, si infiltra nell'accampamento degli Spagnoli e seduce Don Toledo. Dopo aver copulato, la donna ruba i piana da battaglia del nemico, consegnandoli a una delle sue alleate. Il giorno dopo, tutte le donne di Haarlem si spogliano attirando il nemico a sé. Kenau, si infiltra nell'accampamento, accendo la dinamite e creando scompiglio. Magdalena, non riesce però a ritornare in città e diventa una prigioniera del nemico.
A Haarlem, Bertha e Jacon, un altro mercante della zona, si fidanzano insieme. Kenau è ancora contraria alla relazione tra Kathelijne e Dominque, e per questo ha una discussione con la figlia. Intanto, le bombe al di sotto della città esplodono, facendo entrare gli spagnoli. Bertha, Jacon e la maggior parte dei civili si salva grazie alla barca costruita in precedenza per Duyff. Kenau e Dominque decidono di rimanere per trovare Kathelijne. Kenau viene catturata e portata al cospetto di Don Toledo che ordina ai suoi soldati di buttarla a mare, facendola annegare. La donna si oppone, e assiste inoltre alla decapitazione di Wigbold. Dominque e Kathelijne riescono a salvarsi. La ragazza, appena saputo della morte della madre, scoppia a piangere, incredula della morte di una donna tanto forte.
Tempo dopo, grazie all'aiuto dell'ingegnere, gli insorti ruppero le dighe di Alkmaar, inondando il territorio. Demoralizzati e senza energia, gli spagnoli non presero la città. Grazie alla resistenza di Haarlem l'Olanda resta libera. È l'inizio della Repubblica delle Sette Province, che più tardi diventerà il Regno dei Paesi Bassi. Le azioni di Kenau sono state in gran parte dimenticate e il suo nome sopravvive in olandese solo come un insulto: una “kenau” è una virago.